# 安德烈·阿廖欣
安德烈·阿纳托利耶维奇·阿廖欣（羅馬化：Andrey Anatol'yevich Alyokhin；1959年2月9日—）是俄罗斯政治人物，第八届国家杜马代表。
从新西伯利亚国立技术大学毕业后，阿廖欣搬到鄂木斯克，开始在制革厂工作。1983年至1985年任共青团基洛夫地区委员会第二书记。1989年至1991年，他任苏共基洛夫地区委员会思想部部长。1991年苏共停摆后，阿廖欣开始在鄂木斯克的行政和技术检查部门工作。1994年至2021年，他担任第一届至第六届鄂木斯克州立法会议代表。2000年至2021年他兼任俄共鄂木斯克地区委员会第二书记。2021年9月起担任鄂木斯克选区的第八届国家杜马代表。